# チャーマ・ラージャ4世
チャーマ・ラージャ4世（Chama Raja IV, 1507年7月25日 - 1576年11月9日）は、南インドのカルナータカ地方、マイソール王国の君主（在位：1572年 - 1576年）。

## 生涯
1572年、兄のティンマ・ラージャ2世が死亡したことにより、チャーマ・ラージャ4世が王位を継承した。
その治世、臣従していたヴィジャヤナガル王国から派遣され、駐在していた使節や徴税官をマイソールから追放し、その独立性を強めた。
1576年11月9日、チャーマ・ラージャ4世は死亡し、甥のチャーマ・ラージャ5世が王位を継承した。